# Angeln

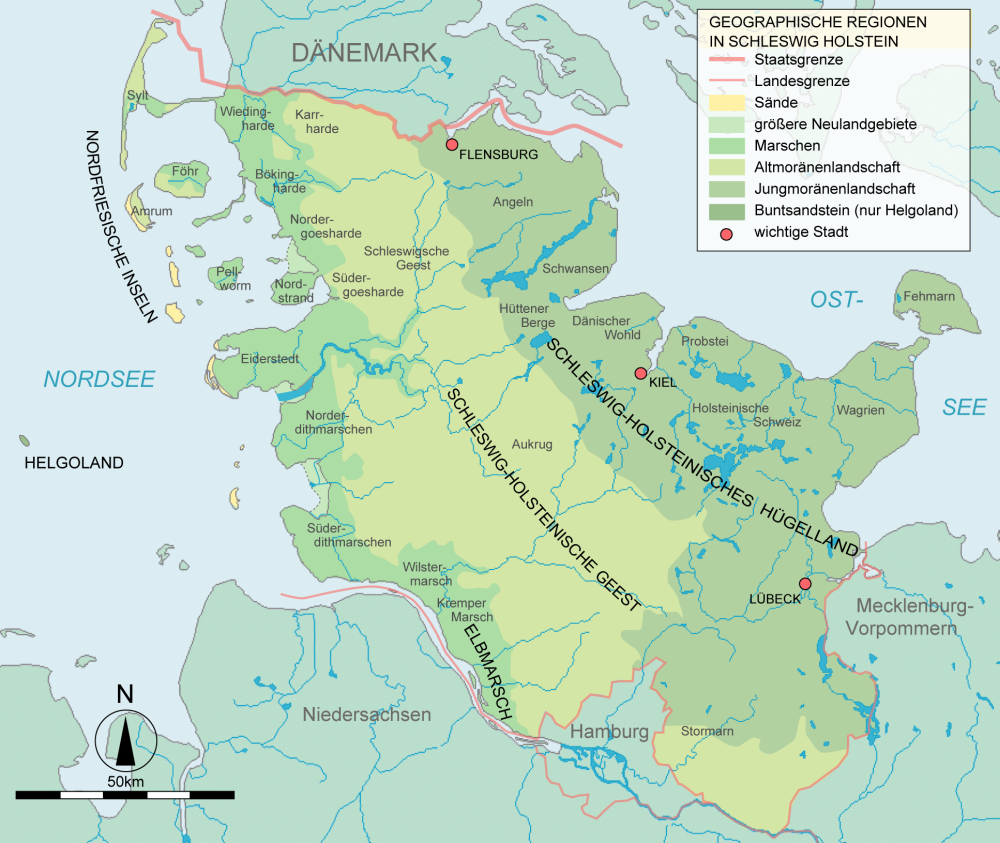
Schleswig-Holstein német szövetségi tartomány, Angeln Flensburg és Kiel között

Angeln címere

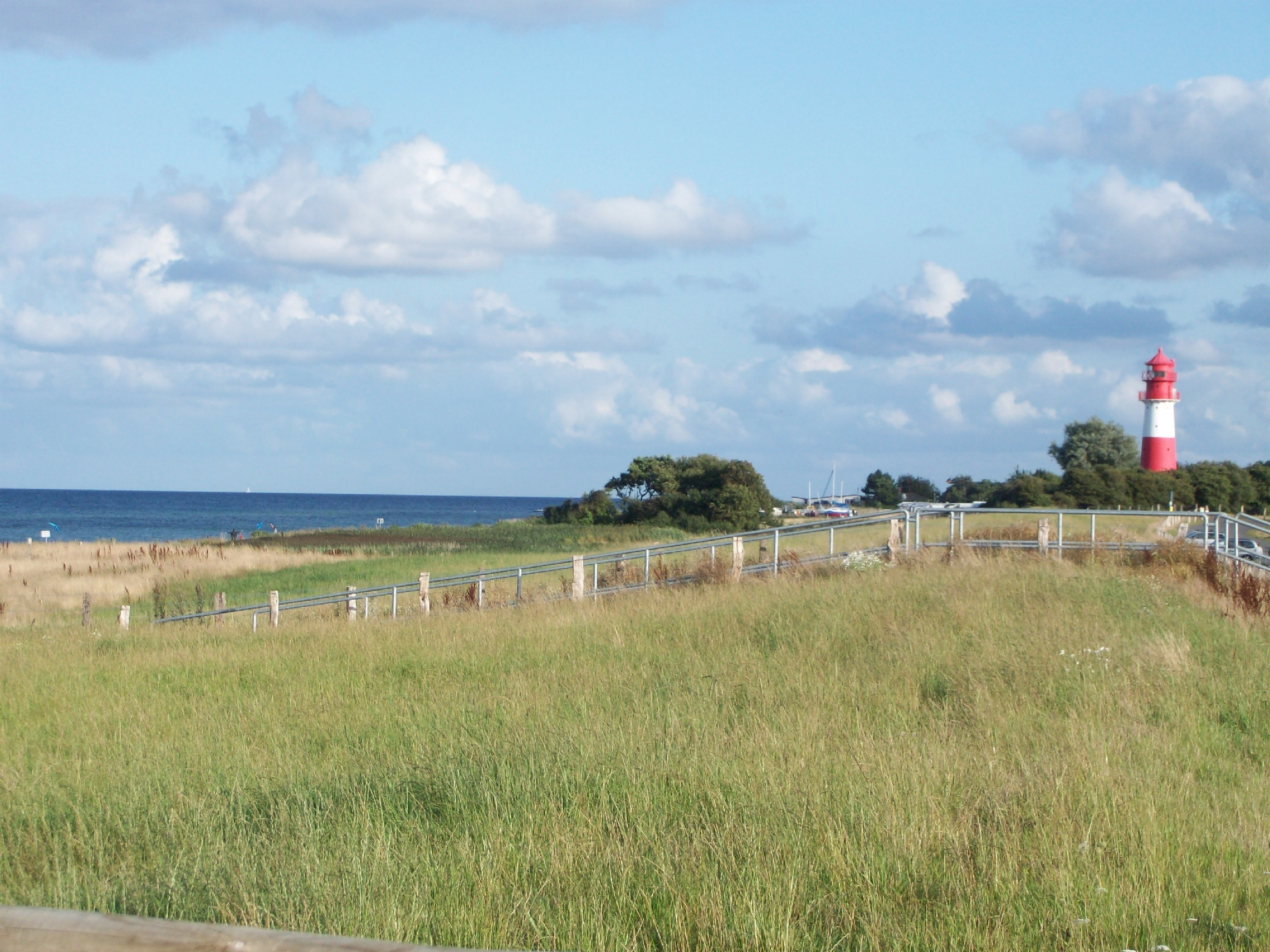
A falshöfti világítótorony, Angelnben

Angeln egy németországi régió neve (dánul: Angel), Schleswig-Holstein tartomány északkeleti részén található a flensburgi fjord és a Schlei öböl között. Angeln csak földrajzi fogalom, és soha nem volt külön politikai egység, sem önmagában, sem más államalakulat részeként. Ennek ellenére a terület maga és a neve mai lakói számára önazonosságuknak fontos része, egyrészt az ottani jellegzetes alnémet nyelvváltozat miatt, másrészt a régió történelmi múltja okán. 
Az Angliát  a jütökkel, szászokkal szövetségben meghódító anglik, az ó-angolok inváziójuk előtt évszázadokig ezen a területen laktak. A név hasonlósága így természetesen nem véletlen, de hogy a régió neve származik-e törzstől avagy fordítva a történelem homályába veszik.
Kultikus központ valószínűleg a thorsbergi mocsár volt Süderbrarup mellett. Erre nem csak a név utal, hanem számos régészeti lelet is. Az angolok nagy része nagyjából Kr. u. 400-tól kezdődően Britanniába hajózott és Kelet-Angliában telepedett meg. Offa merciai király a korai angelni kivándorlás nagy mitikus alakja. 
Minden (régészeti) jel arra utal, hogy a terület Kr. u. 500-tól elnéptelenedett, és csak Kr. u. 600-tól érkeztek az első visszamaradt jüt, majd dán telepesek. Elsősorban a dánok akkori jelenlétéről tanúskodik még ma is sok település neve, amelyek jellegzetes végződése -by és -rup, vagyis falu és hely. Kb. húsz településnév végződése pedig -gaard, amit úgy lehet a legjobban lefordítani, hogy megerősített birtok (összehasonlításul angolul guard = védelmezni). Angeln lakosságának nagy része még ma is dánnak ill. legalábbis dán származásúnak tartja magát. Másrészt a 18. század elejétől már (mint Schleswig egész déli részén) elkezdődött az angelni dán visszaszorulása és az alnémet térnyerése.